# Patrice Dalle
Patrice Dalle, né le 3 juin 1948 à Saint-Séverin et mort le 20 août 2014 à Toulouse, est un universitaire français. 
Professeur à l’université Toulouse III-Paul-Sabatier et chercheur responsable de l’équipe TCI (Traitement et compréhension d'images) à l’Institut de recherche en informatique de Toulouse, il fut aussi un des fondateurs de l'Association nationale de parents d’enfants sourds qu'il présida pendant dix-neuf ans (1995-2014).

## Biographie
Patrice Dalle naît entendant le 3 juin 1948 à Saint Séverin dans le département de la Charente. 
En 1970, Patrice Dalle obtient une maîtrise d'informatique et entre à l’Institut de recherche en informatique de Toulouse comme un ingénieur informatique. Durant ses travaux du traitement informatique, il fait entrer la langue des signes française au sein de ces travaux en 2001.
Le 20 août 2014, il décède d'un cancer et il est enterré à côté de son épouse Claire Robert de Latour au cimetière du Pigeonnier à Ramonville-Saint-Agne, le 25 août.

### Militant associatif
En 1985 à Toulouse, Dalle co-fonde la classe de langue des signes française[Quoi ?].
En 1988 à Toulouse, les fondateurs et Dalle créent l'association Institut de recherches sur les implications de la langue des signes (IRIS) et il y présidait.
En 1995, Patrice Dalle est un des fondateurs de l'Association nationale de parents d’enfants sourds à Bordeaux et de l'association de parents d’enfants sourds Midi-Pyrénées (APES Midi-Pyrénées). Dalle occupe le poste du président de l'ANPES pendant dix-neuf ans (1995-2014). En 1999, Dalle dit : « Les enfants nés avec une surdité ne ressentent aucun manque. Ce sont les parents qu'il faut éduquer ». En 2007, il contribue à l'association « Les yeux pour entendre » de Massy ainsi que de la création de la classe bilingue à Massy. 
Selon Websourd, Dalle fait partie de l'histoire des sourds, surtout les combats pour l'éducation des sourds comme Ferdinand Berthier, Auguste Bébian, Jean-François Mercurio, Jimmy Leix et Cyril Courtin.
Le président de l'association Visuel-Langue des signes, Rachid Mimoun lui rend hommage.

## Vie privée
Patrice et sa femme Claire ont eu trois filles dont la plus jeune est sourde. Sa femme Claire est morte en 1991[réf. nécessaire].